# Circus Renz International
Circus Renz International is een circus opgericht in 2006. Het splitste zich in dat jaar af van Circus Renz Berlin. De eigenaar is Franz Renz.
Het circus reist rond en geeft voorstellingen onder de naam "Smile", met klassieke circusnummers in een modern jasje, onder andere jongleurs, acrobaten, trapezenummers en dieren zoals paarden, kamelen, honden en olifanten.